# シクロペンタジエニル錯体

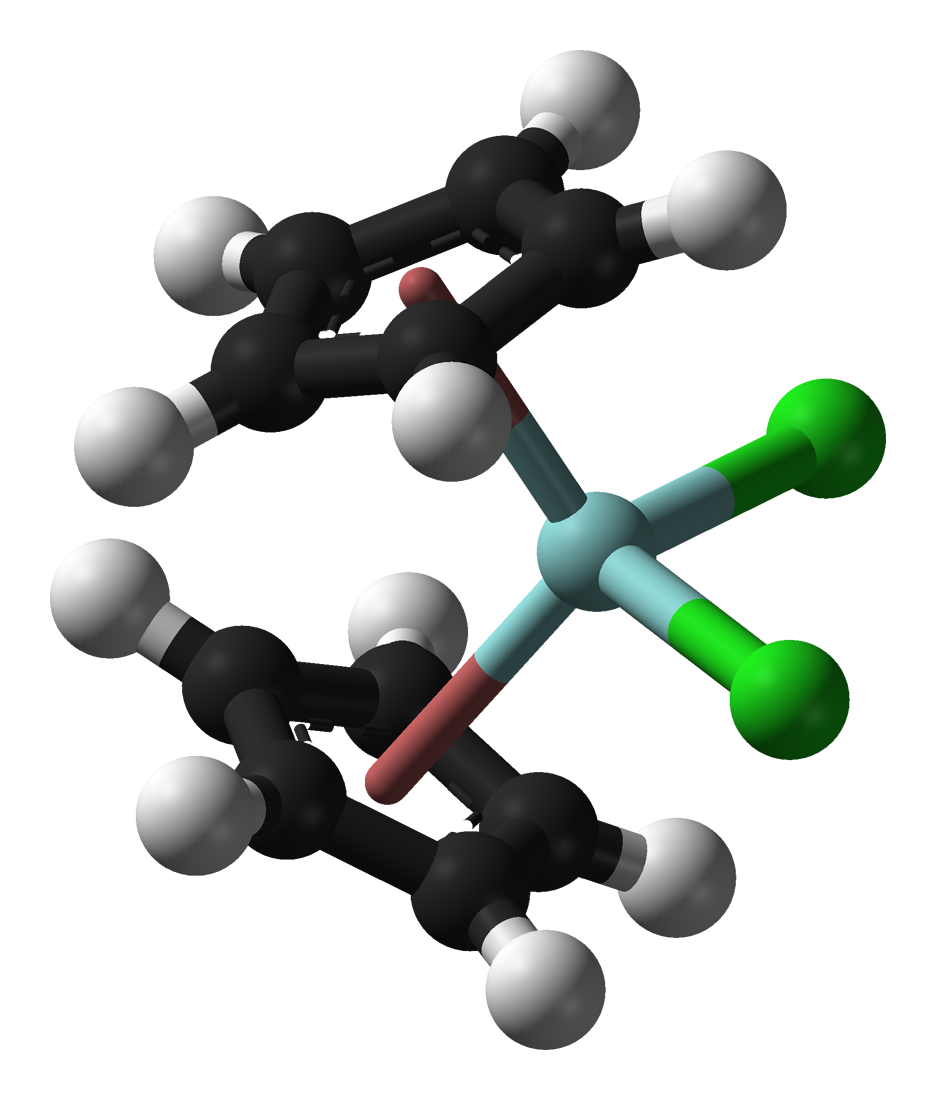
シクロペンタジエニル錯体の例、二塩化ジルコノセン

シクロペンタジエニル錯体（シクロペンタジエニルさくたい、英: cyclopentadienyl complex）とは、シクロペンタジエニル基 (C5H5-) を含む金属錯体である。シクロペンタジエニル基はしばしば Cp と略記される。金属とシクロペンタジエニルとの結合様式によって、π錯体、σ錯体、イオン性錯体の3種類に分類される。

## シクロペンタジエニル配位子
有機金属化学におけるこの領域は、1954年のフェロセンの構造の認識によって初めて見出された。
アルカリ金属のシクロペンタジエニル錯体は、様々な遷移金属化合物と反応して、対応する遷移金属のシクロペンタジエニル錯体を与える。Cp 配位子は、フェロセン FeCp2、コバルトセン CoCp2、ニッケロセン NiCp2 などのように、一般に5個の炭素原子全てで金属に結合している。これはハプト数を用いて η5 と表される。Cp 環が互いに平行であるような化合物はサンドイッチ化合物と呼ばれる。いくつかのメタロセン、特にロドセン RhCp2 やニッケロセンなどでは、Cp 環が5個未満の炭素原子で金属に結合している（η5 でない）ようなシクロペンタジエニル錯体が見られる。他には、エチレン重合の触媒として用いられる二塩化ジルコノセンのように、Cp 環が曲がって結合しているようなものも見られる。

## シクロペンタジエニル配位子との結合
Cp 配位子は、一般に5つの炭素原子全てで金属中心に結合している（η5-配位π錯体）。稀なケースでは、シクロペンタジエニルは (η3-Cp)WCp(CO)2 のように炭素3個、(η1-Cp)FeCp(CO)2 のように炭素1個で結合することもできる。

### π錯体
金属とシクロペンタジエニルがπ結合によって結びついた錯体はπ錯体と呼ばれる。π錯体、特に η5 型の配位様式は3タイプの中で最も典型的である。遷移金属のほとんどすべて、4族から10族の金属はこの配位様式で結合する。金属中心の電子配置によっては、η3 型のπ錯体も見られる。η3 型では、3個の炭素原子がアリールアニオン配位子として金属に結合し、残りの2個はむしろ単純なアルケンに近くなっている。

### σ錯体
σ錯体では、金属と Cp 基の1個の炭素の間に直接のσ結合がある。このタイプの錯体の典型的な例は、SiCpMe3、SnCp2、PbCp のような14族の金属錯体である。SiCpMe3 は、一般に4族の Cp 錯体の合成の出発物質として使われる。

### イオン性錯体
イオン性錯体は、主にシクロペンタジエニルアニオンに結合したアルカリ金属カチオン、またはアルカリ土類金属カチオンを含んでいる。これらの錯体はイオン性ではない。しかし、結合はおそらく非常に分極しており、しばしば η1 型と表される。イオン性錯体は一般に、非芳香性溶媒中で金属とシクロペンタジエンを直接反応させることによって合成される。これらは、いくつかのπ型の Cp 錯体のためのよい出発物質になりうる。

## シクロペンタジエニル錯体の合成
大抵の Cp 錯体は、シクロペンタジエニルナトリウム (NaCp) を金属ハロゲン化物で処理することによって準備される。いくつかの特に堅牢な錯体の準備のために、シクロペンタジエンは NaOH のような通常の塩基の存在下で用いられる。専門的には、NaCp の代替としてエーテル性溶媒中のトリメチルシリルシクロペンタジエン SiCpMe3 やシクロペンタニエニルタリウム(I) TlCp を用いることもある。
ほとんどの Cp 錯体は、Cp の他にカルボニル、ハロゲン、アルキルなどのような種々の配位子を持っている。ビス(シクロペンタジエニル)錯体はメタロセンと呼ばれる。メタロセンは熱的に安定で、しばしば種々の触媒として用いられる。例えば、助触媒としてアルミノキサンを含んだ TiCp2Cl2 や ZrCp2Cl2 のようないくつかの前周期遷移金属錯体は、オレフィン重合を触媒することができる。これらの錯体はカミンスキー触媒と呼ばれる。

## シクロペンタジエニルとペンタメチルシクロペンタジエニルの比較
ペンタメチルシクロペンタジエニル配位子は Cp* と略記される。これは Cp の5個の水素を全てメチル基に置換した配位子で、有機金属化学において重要な配位子である。Cp* はしばしば、通常のシクロペンタジエニル (Cp) 配位子と比較して有利な特性を与える。Cp* はより電子豊富なため強い電子供与体であり、容易には金属から脱離しない。したがって、Cp* の錯体はより大きな熱的安定性を示す。また、Cp* の立体的な嵩高さは、不安定な配位子との錯体を単離するために用いられる。この嵩高さはポリマー構造を形成する傾向を減少させ、分子間相互作用を弱める働きもする。そのような錯体は無極性溶媒に非常によく溶ける傾向がある。

## ペンタメチルシクロペンタジエニル錯体の合成
{\displaystyle {\ce {Cp^{\star }}}}-金属錯体を合成するためのいくつかの代表的な反応がある。
{\displaystyle {\ce {{Cp^{\star }H}+C4H9Li->{LiCp^{\star }}+C4H10}}}
{\displaystyle {\ce {{2LiCp^{\star }}+TiCl4->{TiCp^{\star }2Cl2}+2LiCl}}}
{\displaystyle {\ce {{TiCp^{\star }2Cl2}+TiCl4->{2TiCp^{\star }Cl3}}}}
{\displaystyle {\ce {{LiCp^{\star }}+SiMe3Cl->{SiCp^{\star }Me3}+LiCl}}}
{\displaystyle {\ce {{SiCp^{\star }Me3}+TiCl4->{TiCp^{\star }Cl3}+SiMe3Cl}}}
{\displaystyle {\ce {{2Cp^{\star }H}+2Fe(CO)5->\ {[FeCp^{\star }(CO)2]2}+H2}}}
いくつかの {\displaystyle {\ce {Cp^{\star }}}} 錯体は、前駆体としてデュワーベンゼンを用いて準備される。この方法は伝統的に [Rh(C5Me5)Cl2]2 を合成するために使われた。